# Salamis anteva
Salamis anteva is een vlinder uit de familie Nymphalidae. De wetenschappelijke naam van de soort is voor het eerst geldig gepubliceerd in 1870 door Christopher Ward. De vlinder wordt gevonden op Madagaskar.